# Marszewska Góra
Marszewska Góra [pronunciación en polaco: /marˈʂɛfska ˈɡura/] (en alemán: Marschauerberg) es un pueblo ubicado en el distrito administrativo de Gmina Przywidz, dentro del Condado de Gdańsk, Voivodato de Pomerania, en Polonia del norte. Se encuentra aproximadamente a 6 kilómetros al noreste de Przywidz, a 18 kilómetros al oeste de Pruszcz Gdański, y a 23 kilómetros al suroeste de la capital regional Gdańsk.
Para detalles de la historia de la región, véase Historia de Pomerania.
El pueblo tiene una población de 92 habitantes.